# 陳瑛 (萬曆乙未進士)
陳瑛（？—？），字時聘，號巍石，福建泉州府晋江县人，明朝政治人物。同进士出身。

## 生平
正月十二日生，治礼记。萬曆十九年（1591年）辛卯科福建乡试第十一名举人，二十三年（1595年）乙未科进士，会试第五名，三甲四十四名，禮部觀政，本年六月授江西崇仁县知县，二十七年调繁浙江钱塘县，二十八年擢南京工部都水司主事，管龍江抽分，晉郎中。三十三年升为直隶順德府知府。改知大名府，三十八年二月升浙江副使，仍管湖州府事，尋改山东副使，提调学政。歴任湖廣布政司參政、兵备常鎮，以母老乞終养，越五载，四十七年八月起复山東左參政，天启元年（1621年）升江西按察使，备兵徽安，卒于官。

## 家族
曾祖陈笃。祖父陈宽，贈刑部主事。伯父陈选，丙辰进士。父陈会，字民聚。母王氏。具庆下。娶薛氏，子陈枢、陈格、陈檑。